# پتار ژیوکوویچ
پتار ژیوکوویچ (سیریلیک صربی: Петар Живковић؛ ۱ ژانویه ۱۸۷۹ – ۳ فوریهٔ ۱۹۴۷) سیاستمدار، و پرسنل نظامی اهل یوگسلاوی بود. وی از ۷ ژانویه ۱۹۲۹ تا ۴ آوریل ۱۹۳۲ نخست‌وزیر یوگسلاوی بود.
پتار ژیوکوویچ در ۳ فوریه ۱۹۴۷، در سن ۶۸ سالگی در پاریس درگذشت.